# Freeze! – Die Flucht
Freeze! – Die Flucht ist ein Puzzle-Computerspiel, das vom Hamburger Entwicklerstudio Frozen Gun Games entwickelt und im November 2012 veröffentlicht wurde. Das Spiel erreichte bislang über zehn Millionen Downloads.
Das Artwork mit seinen düsteren, atmosphärischen Bildern wurde von dem Illustrator Jonas Schenk gestaltet. Die Spielmechanik stammt von Andreas von Lepel.

## Spielprinzip
Als kleiner runder Held in Augenform gilt es, seinen Entführern zu entrollen. Dabei kontrolliert der Spieler nicht die Spielfigur selbst, sondern die Gefängniszellen, aus denen es auszubrechen gilt. Über den „Freeze“-Button lässt sich die Schwerkraft einfrieren und das Auge bleibt an Ort und Stelle. Die Spielwelt lässt sich so in die gewünschte Position drehen. Aktiviert man die Gravitation wieder, fällt das Auge in die angepasste Richtung. Tödliche Stacheln und verschiedene Feinde erschweren die Level.

## Plattformen
Die Applikation wurde sowohl für Apples Touch-Varianten von iPhone, iPad und iPod, als auch für Android-, Amazon- und Nook-Geräte entwickelt. Das Spiel für Apple-Geräte unterstützt Apples Spiele-Netzwerk Game Center.

## Rezeption
Das Spiel wurde von der Fachpresse weitgehend positiv aufgenommen.

„Freeze! macht Spaß, die liebevoll gestaltete, ganz in Schwarzweiß gehaltene Grafik ist eine willkommene Ablenkung zu den zahllosen quietschbunten Spiele-Apps.“

„Denn es hat das, was ein Denk- und Geschicklichkeitsspiel am dringendsten braucht: eine gute Idee, ein griffiges Konzept …“